# Morte de Muammar al-Gaddafi

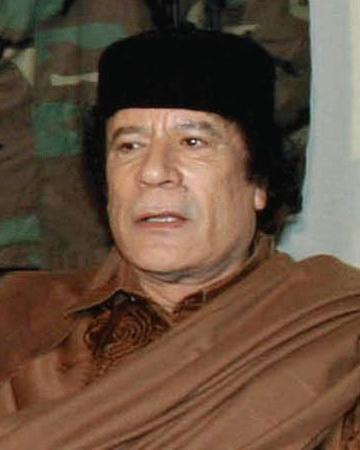
Muammar al-Gaddafi.

A morte de Muammar al-Gaddafi (7 de junho de 1942 — 20 de outubro de 2011) ocorreu no dia 20 de outubro de 2011, quando o chefe de Estado da Líbia tinha 69 anos de idade. Ele foi capturado pelas forças do Conselho Nacional de Transição e executado logo depois, em Sirte, o último reduto de resistência de seus partidários.

## Antecedentes
Muammar Al-Gaddafi foi um ditador, político, militar, ideólogo e governante absoluto da Líbia, sendo de facto chefe de Estado do seu país de 1 de setembro de 1969 até 20 de outubro de 2011, quando foi deposto após a Guerra Civil Líbia e morto na batalha de Sirte. Durante seus mais de 40 anos como ditador, Gaddafi adquiriu o status de ditador de seu país e impôs leis que favoreciam seus partidários e companheiros e que oprimiam com forte violência seus opositores. Também adquiriu ilegalmente uma fortuna estimada em mais de 20 bilhões de dólares.

## Relato dos últimos dias
No início de novembro de 2011, Mansour Daou, que foi uma figura proeminente do regime deposto e chefe de guarda pessoal de Muammar al-Gaddafi, concedeu uma entrevista à CNN, enquanto aguardava julgamento em um centro de detenção da cidade de Misrata, na qual relatou que:
1. Em 18 de agosto de 2011 Muammar al-Gaddafi deixou Trípoli e fugiu para Sirte, onde viveu seus últimos dias muito atormentado, lendo livros, fazendo anotações, fazendo mudanças de esconderijo em casas abandonadas a cada três ou quatro dias. No final, ele e seus comandantes não tinham água, energia e comunicação com o mundo exterior;
2. Em 20 de outubro de 2011 foi formado um comboio de mais de 40 veículos que devia fugir de Sirte antes do amanhecer em direção à aldeia de Jaref, localizada a 20 quilômetros a oeste da cidade sitiada, para que o líder deposto pudesse passar seus últimos momentos no local onde havia nascido. O comboio partiu por volta das 8 horas da manhã, e aviões da NATO rapidamente atingiram um dos veículos do comboio. O impacto da explosão acionou os airbags no carro em que estava Muammar al-Gaddafi, que sofreu uma lesão leve na cabeça ou no peito. Foi um momento de caos, confusão e horror;
3. Um segundo ataque aéreo causou um maior número de vítimas e atingiu o carro onde eles estavam e, por isso, eles tiveram que tentar continuar a fuga a pé, mas foram cercados por partidários do novo regime e tentaram se proteger em tubos de drenagem;
4. Enquanto tentava se proteger, foi atingido por estilhaços nas costas e perdeu a consciência, razão pela qual não sabe de detalhes posteriores relativos à morte do líder deposto.[5]

## Captura
Às 08:30h (horário local), setenta e cinco veículos que transportavam Muammar al-Gaddafi, seu filho Mutassim e o comandante militar Abu-Bakr Yunis Jabr, tentaram fugir de Sirte em alta velocidade. No entanto, foram atingidos por um avião de guerra francês a aproximadamente 3 a 4 km a oeste da cidade, perto da rotunda ocidental.
Este primeiro ataque destruiu apenas um veículo e o comboio se dispersou em vários grupos, o grupo onde estava Gaddafi mudou a direção de fuga ao sul, sendo atingido por um segundo ataque que destruiu 11 veículos, inclusive o que conduzia o líder deposto, que tentou continuar a fugir a pé, procurando refúgio em dois tubos de drenagem, mas foram cercados por forças rebeldes. Gaddafi foi capturado por volta do meio-dia.

## A versão oficial
Segundo o primeiro ministro Mahmoud Jibril, Gaddafi estava bem de saúde por ocasião de sua captura, mas enquanto ele estava sendo colocado em um caminhão pick-up, ocorreu uma troca de tiros entre forças do novo regime e apoiadores do líder deposto, e foi durante esse tiroteio que Gaddafi foi baleado na cabeça. Essa versão foi confirmada por Omran al-Oweib, comandante da brigada que capturou Gaddafi. Todavia, vídeos feitos com telefones celulares mostravam que tanto Gaddafi quanto seu filho Mutassim estavam vivos ao serem capturados. Diante dessas circunstâncias, que aumentou a pressão aliada ocidental, o CNT prometeu que iria investigar como Gaddafi e seu filho foram mortos.

### Morte segundo a mídia
Muammar al-Gaddafi foi declarado oficialmente como morto após o Conselho Nacional de Transição da Líbia dar uma nota à Al Jazeera. De acordo com algumas fontes, Gaddafi teria sido encontrado em um bueiro e ferido nas pernas ou teria levado dois tiros no peito. Outros acreditam ter sido subjugado pelas forças de oposição. Imagens de um vídeo amador mostram o corpo cheio de sangue do ex-ditador, ainda vivo, sendo carregado como um troféu em Sirte. Jornais e portais de notícias pelo mundo também levantaram a hipótese de participação estrangeira na morte. Falando sobre as eleições parlamentares no seu país, o então primeiro-ministro russo, Vladimir Putin, afirmou, sem mostrar nenhuma evidência, que a ação teria sido realizada por aviões americanos não tripulados. Outras fontes, de países da África do Norte, denunciaram que Gadaffi teria sido supostamente assassinado por um agente do serviço secreto francês agindo sob ordens do então presidente daquele país, Nicolas Sarkozy. Todas as teorias foram negadas por ambas as partes envolvidas.

### Relatório do Human Rights Watch
Cerca de um ano após o evento, o Human Rights Watch publicou um relatório com as seguintes conclusões:
1. Antes da captura, Gaddafi foi ferido por estilhaços de uma granada de mão, que matou seu ministro da defesa Abu-Bakr Yunis Jabr;
2. Após a captura sofreu perfurações no traseiro causadas por uma baioneta que resultaram em uma grande hemorragia que deu causa à sua morte;
3. Gaddafi já estaria morto quando uma bala atingiu sua cabeça;
4. Os partidários do novo regime também executaram seu filho Mutassim e mais de sessenta partidários do regime deposto;
5. O médico que realizou a necropsia foi ameaçado de morte para manter suas descobertas em segredo;

## Enterro em local secreto
Após a morte o corpo foi colocado em uma câmara frigorífica na cidade de Misrata, ao lado do corpo de seu filho Mutassim e do comandante militar Abu-Bakr Yunis. O enterro foi adiado em meio a disputas para determinar onde os corpos seriam enterrados. Na época debatia-se se o enterro ocorreria em Misrata, Sirte (cidade natal do líder morto) ou em outro lugar. No final decidiu-se enterrá-los em um lugar secreto para evitar que o local do enterro se convertesse em um santuário.
Em 23 de outubro de 2011, foi revelado o testamento de Muammar Gaddafi, no qual ele revelava o desejo de ser enterrado no túmulo de sua família em Sirte e pedia aos seus partidários que continuassem a resistir e a lutar contra qualquer agressão estrangeira contra a Líbia, mas seu desejo de ser enterrado na sua cidade natal não foi atendido, apesar dos apelos de sua tribo, que também queria enterrar seu patrono e líder em Sirte, pois em 25 de outubro, Muammar Gaddafi, seu filho Mutassim e o comandante Abu-Bakr Yunis foram enterrados em um local secreto no deserto líbio, antes do enterro houve uma cerimônia religiosa, presidida por três líderes religiosos que apoiaram o líder deposto até o fim: Khaled Tantoush, Medina Shwarfa e Samira Jarousi, que contou também com a presença de: Sharif al-Gaddafi, sobrinho neto de Gaddafi; de dois primos: Mansour Daou e Ahmed Ibrahim;  Huneish Nasr, motorista pessoal por um longo período; e de dois filhos de Younes, todos capturados no dia 20 de outubro.

## Reações
- Altos funcionários do CNT declararam que sua morte permitiria declarar a libertação do país após oito meses de derramamento de sangue;

- o presidente norte-americano, Barack Obama disse que aquela morte marcava o fim de um capítulo longo e doloroso para a Líbia, que agora teria a oportunidade de determinar seu próprio destino;

- o primeiro-ministro britânico, David Cameron, após a notícia, disse que a população da Líbia tinha uma chance ainda maior para construir, por conta própria, um futuro forte e democrático;

- o presidente da União Europeia, Herman Van Rompuy, declarou que aquela morte marcava o fim de uma era do despotismo;

- o secretário-geral da Organização das Nações Unidas, Ban Ki-moon, declarou que os acontecimentos do dia 20 de outubro de 2011 representavam uma transição histórica para a Líbia;

- o chanceler francês Alain Juppé demonstrou contentamento com o "fim de 42 anos de tirania" na Líbia e disse que a França estava "orgulhosa" por ajudar a trazer a liberdade ao país;[21]

- o presidente venezuelano, Hugo Chávez, declarou que a morte de Gaddafi foi um "assassinato", e afirmou que o líder deposto seria agora lembrado como um "mártir";[22]

- o Congresso Nacional Africano, principal partido político da África do Sul, lamentou o "assassinato hediondo" de Muammar Gaddafi;[23]

- a população de Niamey, capital do Níger, recebeu com amargura e frustração a notícia da morte do "Guia líbio",[24] outras comunidades subsaarianas tiverem uma reação semelhante, pois tinham uma imagem positiva do líder morto, devido às políticas sociais dirigidas aos povos da África durante o regime deposto,[25] um senador nigeriano disse à imprensa local de seu país que "Gaddafi foi um dos grandes líderes africanos" e fez menção ao papel político dele na região,[25] em Uganda, 30 mil pessoas compareceram numa celebração religiosa para demonstrar luto pela morte do ex-líder líbio;[26]

- em uma entrevista concedida em 15 de dezembro de 2011, o primeiro-ministro russo, e candidato à presidência daquele país, Vladimir Putin, acusou forças especiais dos EUA de estarem envolvidas no assassinato de Gaddafi,[27] no que lhe concerne, os militares norte-americanos ridicularizaram a acusação;[28]

- em 16 de dezembro de 2011, o procurador do Tribunal Penal Internacional, Luis Moreno Ocampo, afirmou que a morte do líder líbio deposto poderia ser considerada um crime de guerra,[29] a declaração ocorreu um dia após a divulgação de uma carta na qual Aisha Gaddafi solicitou a abertura de um inquérito para investigar a morte de seu pai e de seu irmão.[30]

## Após a morte de Gaddafi
Após sua morte em 20 de outubro, as Nações Unidas pediram uma investigação para saber se o ditador líbio foi morto em combate ou se foi executado. O que seria um crime, pois se fosse capturado vivo, deveria ser julgado oficialmente. Seu corpo foi enterrado em 25 de outubro, em algum lugar secreto do deserto líbio. Gaddafi assim que foi morto foi levado para uma câmara fria e ficou exposto para visitas públicas, com o corpo de seu filho Motassim e do chefe militar do regime Abu Bakr Yunis Jaber, durante 4 dias.
Isto deu fim ao governo autoritário do ditador líbio. Segundo Mahmoud Jibril, primeiro-ministro do Conselho Nacional de Transição (CNT), a autópsia determinou que o líder deposto foi morto por um ferimento de bala na cabeça.